# برج کیقال
برج کیقال مربوط به سده‌های متأخر دوران‌های تاریخی پس از اسلام است و در شهرستان ورزقان، بخش مرکزی، دهستان بکرآباد ، ۱۰۰م جنوب روستای کیقال واقع شده و این اثر در تاریخ ۱۲ شهریور ۱۳۸۶ با شمارهٔ ثبت ۱۹۳۴۴ به‌عنوان یکی از آثار ملی ایران به ثبت رسیده است.